# Boris Gerus

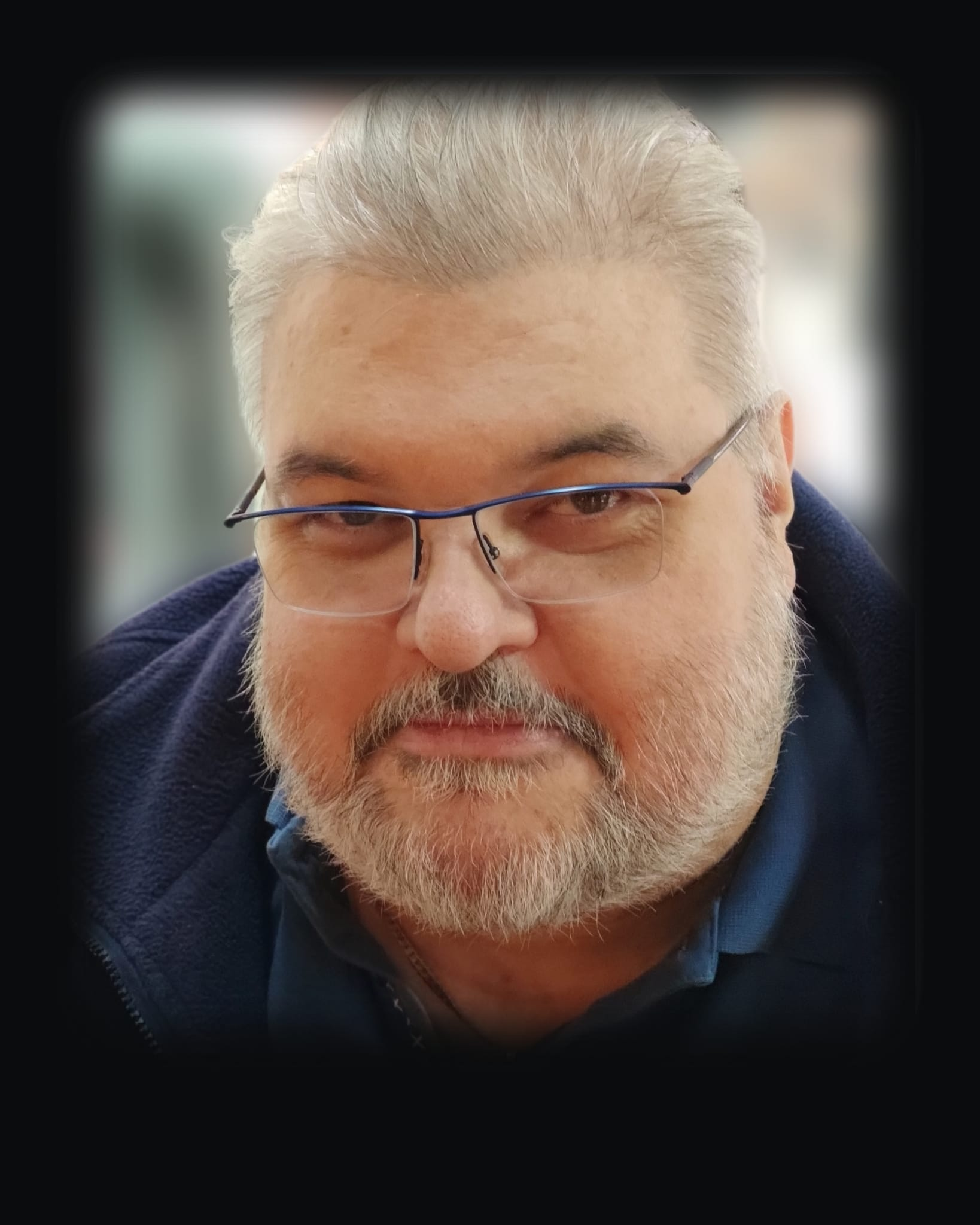
Boris Gerus (2024)

Boris Gerus (ukr. Борис Володимирович Герус, hebr. בוריס גֶרוּס; ur. 9 grudnia 1978 w Odessie) – muzykolog, literat, eseista i tłumacz literatury polskiej, hebrajskiej, rosyjskiej, ukraińskiej i białoruskiej.

## Życiorys
Urodzony w rodzinie żydowskiej, pochodzącej z Polski. Do 1991 r. mieszkał w Odessie, następnie przeniósł się do Izraela. Od 2008 r. mieszka w Polsce. Nauczyciel akademicki na UW (2006) i UJ (2008/09). Doradca naukowy w dziedzinach literatury izraelskiej, historii sztuki, historii żydowskiej i ogólnej, a także sztuki przekładu literackiego. Obecnie doktorant na Uniwersytecie Telawiwskim.
W październiku 2011 odznaczony Odznaką Honorową Bene Merito za wybitne osiągnięcia w dziedzinie kultury i wzmocnienie pozycji międzynarodowej RP.
Laureat Nagrody Ministra Kultury i Dziedzictwa Narodowego „za wybitne dzieła w dziedzinie tłumaczenia literatury polskiej i przybliżenie współczesnej literatury polskiej czytelnikowi izraelskiemu”.
Od 2010 r. zmaga się z ciężką chorobą, tzw. Zespołem Takayasu.
Od 2013 r. posiada uprawnienia tłumacza przysięgłego języka hebrajskiego.

## Twórczość
Przełożył na język hebrajski powieści „Lalę” Jacka Dehnela, a także utwory Marka Krajewskiego (m.in. „Śmierć w Breslau”), Stanisława Lema, Zbigniewa Herberta, Marka Hłaski, Czesława Miłosza, Adama Zagajewskiego, Juliana Tuwima, Ewy Lipskiej, Wisławy Szymborskiej, Jana Kochanowskiego i in. 
W 2012 roku wydał w Izraelu powieść dokumentalną „Wiza wjazdowa” (hebr. „Wizat knisa”), zawartą w książce  „Dwie historie podróży” (hebr. „Sznej sipurej masa”).
Twórca prac naukowych w zakresie etyki, estetyki, historii ogólnej i żydowskiej oraz literatury żydowskiej i izraelskiej. 
Współpracuje z wydawnictwami i czasopismami w Izraelu (czasopisma literackie „Mit’an”, „Emda”, „Moznaim”, „Iton 77”, wydawnictwa izraelskie „Keter” i „Karmel”, „Ahuzat bait”) oraz z gazetą „Ma’ariw”.